# Will Corvara
Will Corvara (13 de enero de 1983) es un fotógrafo nacido en Madrid conocido por su tipo de estética tan característica donde el contraste, la quietud y el color son protagonistas destacados.
Su carrera como fotógrafo comenzó después de adquirir experiencia como director de arte en la agencia de Publicidad Publicis y como diseñador gráfico en Warner Bros. Comenzó realizando fotografia de rodajes como Foto Fija para campañas como Banco Sabadell, Astara Dakar,  Triumph, Real Madrid lo que derivó en fotografía comercial para empresas como Hoteles Four Seasons, Just-Eat, Got Talent, Samsung, Mahou y finalmente fotógrafo de obras de arte en el Museo Sorolla.

## Estudios
Corvara empezó estudiando diseño gráfico en el Istituto Europeo di Design en 2003  y complementó sus estudios en EEUU en la Universidad de Harvard en ciencias de la información y Multimedia. 
Sus estudios relacionados con la fotografía se llevaron a cabo en EFTI y en Workshop Experience junto a la Universidad Rey Juan Carlos, donde consiguió finalizaron sus estudios en Fotoperiodismo .

## Carrera
Su carrera como fotógrafo comenzó después de adquirir experiencia como director de arte en la agencia de Publicidad Publicis y como diseñador gráfico en Warner Bros. Comenzó realizando fotografía de rodajes como Foto Fija para campañas como Banco Sabadell, Astara Dakar,  Triumph, Real Madrid lo que derivó en fotografía comercial para empresas como Hoteles Four Seasons, Just-Eat, Got Talent, Samsung, Mahou y finalmente fotógrafo de obras de arte en el Museo Sorolla.

Corvara compagina su labor fotográfica con la docencia donde ha impartido clases de Adobe en la Universidad de Harvard, Universidad de Álcala, en centros especializados de fotografía como EFTI, Workshop Experience o MadPhoto entre otros. Will Corvara Forma parte de un grupo de investigación en la Universidad de la Laguna en Tenerife.

## Exposiciones
Su carrera como fotógrafo artístico empezó en 2018, pero no fue hasta 2022 donde diferentes emplazamientos artísticos comenzaron a interesarse por la obra de Corvara. 
Exposiciones en solitario:
2024: MELTING HUMANITY Sala de Exposiciones Ateneo MADRID
2024: BOTANICAL  - Museo Insular - LA PALMA
2024: ISLAND Hotel Grand Mencey TENERIFE
2023: ISLAND Hotel Baobab, TENERIFE
2023: BOTANICAL  Hotel Hacienda de Abajo, LA PALMA
Exposiciones colectivas:
2024 - Abartium - BARCELONA
2022 Live Lab The basement - MÁLAGA